# Holcomb (Washington)
Holcomb az Amerikai Egyesült Államok északnyugati részén, Washington állam Pacific megyéjében elhelyezkedő önkormányzat nélküli település.
A Northern Pacific Railway vonalán fekvő település névadója a vasúttársaság egyik munkatársa. Holcomb postahivatala 1912 és 1943 között működött.

## Fordítás
- Ez a szócikk részben vagy egészben  a   Holcomb, Washington című angol Wikipédia-szócikk ezen változatának fordításán alapul.  Az eredeti cikk szerkesztőit annak laptörténete sorolja fel. Ez a jelzés csupán a megfogalmazás eredetét és a szerzői jogokat jelzi, nem szolgál a cikkben szereplő információk forrásmegjelöléseként.